# 目黒公郎
目黒 公郎（めぐろ きみろう、1962年 - ）は、日本の工学者。東京大学大学院情報学環・学際情報学府学環長・学府長、東京大学生産技術研究所教授、東京大学大学院情報学環総合防災情報研究センター長。
専門は、都市震災軽減工学、国際防災戦略研究。福島県只見町出身。

## 略歴
- 福島県立会津高等学校33回生
- 1986年 武蔵工業大学（現・東京都市大学）工学部卒業[2]
- 1988年 東京大学大学院工学系研究科修士課程修了
- 1991年 東京大学大学院工学系研究科博士課程修了
- 1991年 東京大学生産技術研究所助手
- 1995年 東京大学生産技術研究所助教授
- 2004年 東京大学生産技術研究所教授
- 2006年 東京工業大学特任教授（兼務）
- 2007年 東京大学生産技術研究所都市基盤安全工学国際研究センター長
- 2008年 放送大学客員教授（兼任）
- 2010年 東京大学大学院教授（兼務、情報学環総合防災情報研究センター）
- 2015年 日本地震工学会会長
- 2016年 内閣府本府参与
- 2018年 地域安全学会会長
- 2020年 東京大学大学院情報学環総合防災情報研究センター長
- 2020年 日本自然災害学会会長
- 2020年 東北大学客員教授
- 2020年 香川大学客員教授
- 2024年 東京大学大学院情報学環・学際情報学府学環長

## 委員会活動
- 日本学術会議連携会員（2012年12月～）
- 日本自然災害学会理事（1998年～）兼「学会賞審査委員会」委員（2008年7月～）
- 同学会東日本大震災特別委員会委員（2011年～）
- 地域安全学会理事（2001年～）
- 日本予防医学リスクマネジメント学会副理事長（2011年～）
- 国際予防医学リスクマネジメント学会理事（2011年～）
- 日本活断層学会理事（2012年～）
- 土木学会地震工学委員会幹事（2008年4月～）
- 同学会日本土木史編集特別委員会委員、「地震工学」部門委員長（2008年4月～）
- 国際地震工学会（IAEE）世界地震安全推進機構（WSSI）理事（1995年～）
- 内閣府社会還元加速プロジェクト・タスクフォース専門委員（2008年～2012年）
- 世界銀行防災グローバル・ファシリティー有識者委員会委員（2007年～2010年）
- 財務省地震保険制度に関するプロジェクトチーム委員（2011年～）
- 総務省G空間×ICT推進会議委員（2013年）
- 国土交通省大規模地震・津波対策アドバイザリー会議委員（2013年7月～）
- 国土交通省・農林水産省水門・陸閘等の効果的な管理運用検討委員会委員長（2012年12月～2013年3月）

## 受賞歴
- 1992年 土木学会論文奨励賞
- 1993年 日刊工業新聞技術・科学文化図書大賞
- 1994年 土木学会出版文化賞
- 2002年 地域安全学会論文賞
- 2006年 地盤工学会「土と基礎」年間優秀賞
- 2007年 土木学会国際活動奨励賞
- 2007年 東京大学総長賞業務改善
- 2010年 文部科学大臣表彰科学技術賞
- 2017年 日本学術振興会・科学技術研究費審査委員表彰
- 2019年 地域安全学会技術賞
- 2020年 日本建築学会教育賞
- 2021年 復興デザイン会議・最優秀論文賞
- 2023年 防災功労者内閣総理大臣表彰
- 2024年 土木学会国際貢献賞

## 著書
- 『関東大震災と東京大学－教訓を首都直下地震対策に活かす』（編集：東京大学出版会）
- 『首都直下大地震 国難災害に備える－関東大震災100年：防災対策の意識改革、コストからバリュー、そしてフェーズフリーへ』（単著：旬報社）
- 『巨大地震・巨大津波－東日本大震災の検証』（共著：朝倉書店）
- 『大地震・火災・津波に備える 震災から身を守る52の方法』（監修：アスコム）
- 『地域と都市の防災』（共著：放送大学教育振興会）
- 『都市と防災』（共著：放送大学教育振興会）
- 『間違いだらけの地震対策』（旬報社）
- 『緊急地震速報－揺れる前にできること』（監修：東京法令出版）
- 『大地震 死んではいけない！』（監修：アスコム）
- 『じしんのえほん（絵本）』（監修：ポプラ社）
- 『ぼくの街に地震が来た（漫画）』（監修：ポプラ社）
- 『東京直下大地震生き残り地図』（監修：旬報社）
- 『地震のことはなそう（絵本）』（監修：自由国民社）
- 『被害から学ぶ地震工学－現象を素直に見つめて』（共著：鹿島出版会）
- 『人とわざわい』（部分執筆：ヱスビービー）
- 『今日からはじめる地震対策』（単著：東京都不動産関連業協会）
- 『目で見る自然災害サバイバルハンドブック』（監修：法研）

## メディア出演

### ラジオ
- みんなのサンデー防災（2021年4月4日 -、ミュージックバード）